# Pedro Paulo & Matheus
Pedro Paulo & Matheus é uma dupla de música sertaneja do Brasil, formado em Brasília no ano de 2006 pelos cantores Andevaldo da Ponte Melo (25 de julho), o Pedro Paulo, e Adevaldo Neves da Silva (26 de julho), o Matheus. Os maiores sucessos da dupla ao longo da carreira são, "Eu Vou Te Buscar", "Saudade", "Paixão Gostosa", "Não Sei Se Vou Lá", entre outros.

## Trajetória
Pedro Paulo & Matheus iniciaram a carreira se apresentando nos bares e botequins de Sobradinho: região administrativa/cidade satélite do Distrito Federal.
A dupla estreou no mercado fonográfico com o lançamento do CD "Puro Sertanejo", em 2006, com boa recepção do público. A partir daí a dupla caiu na estrada dividindo o palco com grandes expoentes música sertaneja como Zezé de Camargo e Luciano, Rio Negro & Solimões, Gusttavo Lima, Milionário e José Rico, Edson & Hudson, Vitor & Léo, José Menotti & Fabiano, Bruno & Marrone, Jorge & Matheus.
Em 2008 a dupla grava o CD/DVD "Ao Vivo em Brasília". O show aconteceu em Taguatinga e marcou a sedimentação da estrada de conquista do Brasil. Nesse mesmo ano a gravadora Som Livre fechou um contrato Nacional de distribuição do produto.
Em 2012 lançam um compacto com todos os sucessos da dupla, um total de quarenta sete canções chamado "Coletânea Pedro Paulo & Matheus". Já em 2014 é a vez do CD "Meu Jeito de Amar", trabalho com dezoito músicas inéditas e também regravações com uma nova roupagem.

## Bordões
Uma característica forte da dupla são os bordões. "O goiano é mestre nisso. Começamos a brincar com a plateia e hoje nossos bordões são febre nas ruas! diz Matheus.
"Aôôô butecooo!", "Óia, óia, tá falano, tá teimano!" e "Viva a música sertaneja!" são alguns dos bordões que se tornaram a grande marca da dupla.

## Vida pessoal
Em março de 2020 Matheus se envolveu em um acidente de carro na Estrada Parque Indústria e Abastecimento (EPIA). Foi confirmada embriaguez em teste do bafômetro. O cantor foi liberado após pagar fiança de R$2 mil.

#### Músicas do CD "Puro Sertanejo"
1. Madrugada de Espera[11]
2. Deixa[12]
3. Minta, Finja[13]
4. Uma Paixão[14]
5. Aonde Está[15]
6. Não Sei se Vou Lá[16]
7. Pra Ver Você Feliz
8. Aô Trem Bão[17]
9. Apaixonado[18]
10. Nas Filas da Vida[19]
11. Eu Vou Te Buscar[20]
12. Saudade[21]

#### Músicas do CD "Destino"
1. Me Chamou Pra Dançar
2. Escuta Meu Bem
3. Sobrou Amor
4. Tive Medo
5. Balançou Meu Coração
7. Dizem  
8. Galera Louca
9. Forró Com Reggae
10. Louco Por Você
11. Preciso De Mim
12. Simples Assim
13. Amor Platônico
14. Destino

#### Músicas do CD "Meu Jeito de Amar"
1. Seu Jeito  
2. Que a Gente Tem Amor
3. Volta
4. Medo
5. Cade Meu Amor
6. De A a Z
7. Gamado
8. Meu Jeito De Amar
9. Bruto De Bão
10. Toalha De Banho
12. Se Quer Amor Vem
13. Uma Dose De Você
14. Recaida
15. Aô Buteco
16. SintoSaudades
17. Quem Me Dera Eu
18. Saudade Do Modão

## Discografia
- Ao Vivo em Brasília (2009)
- Destino (2012)
- Puro Sertanejo (2006)